# Marcel Granollers
Marcel Granollers i Pujol (pron. catalana: [məɾˈsɛl ɣɾənuˈʎes puˈʒɔl]; Barcellona, 12 aprile 1986) è un tennista spagnolo.
Ha raggiunto la 1ª posizione del ranking mondiale ATP di doppio il 6 maggio 2024, in singolare invece ha raggiunto il 23 luglio 2012 la 19ª posizione. È stato il secondo giocatore spagnolo più giovane ad essere entrato nella Top 100 ATP, dopo Rafael Nadal.
Nel circuito maggiore in doppio ha vinto 30 titoli, tra cui l'Open di Francia 2025 con Horacio Zeballos e 10 di categoria Masters 1000. Ha raggiunto altre cinque finali Slam al Roland Garros e US Open nel 2014 con Marc López; all'US Open 2019, Wimbledon 2021 e Wimbledon 2023 con Zeballos. Ha trionfato in doppio alle ATP World Tour Finals 2012 al fianco di Marc López e alla Coppa Davis nel 2019. È stato finalista anche alle ATP Finals 2023 con Zeballos. Ai titoli di doppio si aggiungono 4 titoli vinti in singolare. Dal 2019 ha giocato esclusivamente in doppio.

## Biografia
Anche il fratello Gerard ha intrapreso la carriera di tennista. Insieme al fratello e a Pere Riba ha aperto l'accademia di tennis GR a Barcellona.

## Statistiche

### Singolare

#### Vittorie (4)
| Legenda              |
| Grande Slam (0)      |
| ATP Finals (0)       |
| ATP Masters 1000 (0) |
| ATP Tour 500 (1)     |
| ATP Tour 250 (3)     |

| N. | Data            | Torneo                                       | Superficie  | Avversario in finale | Punteggio        |
| 1. | 20 aprile 2008  | U.S. Men's Clay Court Championships, Houston | Terra rossa | James Blake          | 6–4, 1–6, 7–5    |
| 2. | 31 luglio 2011  | Swiss Open Gstaad, Gstaad                    | Terra rossa | Fernando Verdasco    | 6–4, 3–6, 6–3    |
| 3. | 6 novembre 2011 | Valencia Open 500, Valencia                  | Cemento (i) | Juan Mónaco          | 6–2, 4–6, 7–6(3) |
| 4. | 3 agosto 2013   | Austrian Open, Kitzbühel                     | Terra rossa | Juan Mónaco          | 0–6, 7–6(3), 6–4 |

#### Finali perse (3)
| Legenda              |
| Grande Slam (0)      |
| ATP Finals (0)       |
| ATP Masters 1000 (0) |
| ATP Tour 500 (1)     |
| ATP Tour 250 (2)     |

| N. | Data            | Torneo                                       | Superficie  | Avversario in finale   | Punteggio     |
| 1. | 7 novembre 2010 | Open de Tenis Comunidad Valenciana, Valencia | Cemento (i) | David Ferrer           | 5–7, 3–6      |
| 2. | 15 luglio 2012  | Croatia Open Umag, Umago                     | Terra rossa | Marin Čilić            | 4–6, 2–6      |
| 3. | 13 aprile 2014  | Grand Prix Hassan II, Casablanca             | Terra rossa | Guillermo García López | 7–5, 4–6, 3–6 |

### Doppio

#### Vittorie (30)
| Legenda               |
| Grande Slam (1)       |
| ATP Finals (1)        |
| ATP Masters 1000 (10) |
| ATP Tour 500 (6)      |
| ATP Tour 250 (12)     |

| N.  | Data              | Torneo                                 | Superficie  | Compagno            | Avversario in finale                      | Punteggio             |
| 1.  | 15 febbraio 2009  | Brasil Open, Costa do Sauípe           | Terra rossa | Tommy Robredo       | Lucas Arnold Ker Juan Mónaco              | 6–4, 7–5              |
| 2.  | 22 febbraio 2009  | Argentina Open, Buenos Aires           | Terra rossa | Alberto Martín      | Nicolás Almagro Santiago Ventura          | 6–3, 5–7, [10–8]      |
| 3.  | 25 ottobre 2009   | Kremlin Cup, Mosca                     | Cemento (i) | Pablo Cuevas        | František Čermák Michal Mertiňák          | 4–6, 7–5, [10–8]      |
| 4.  | 10 gennaio 2010   | Chennai Open, Chennai                  | Cemento     | Santiago Ventura    | Lu Yen-hsun Janko Tipsarević              | 7–5, 6–2              |
| 5.  | 14 febbraio 2010  | Brasil Open, Costa do Sauípe (2)       | Terra rossa | Pablo Cuevas        | Łukasz Kubot Oliver Marach                | 7–5, 6–4              |
| 6.  | 15 gennaio 2011   | Auckland Open, Auckland                | Cemento     | Tommy Robredo       | Johan Brunström Stephen Huss              | 6–4, 7–6(6)           |
| 7.  | 20 maggio 2012    | Internazionali d'Italia, Roma          | Terra rossa | Marc López          | Łukasz Kubot Janko Tipsarević             | 6–3, 6–2              |
| 8.  | 22 luglio 2012    | Swiss Open Gstaad, Gstaad              | Terra rossa | Marc López          | Robert Farah Santiago Giraldo             | 6–4, 7–6(9)           |
| 9.  | 12 novembre 2012  | ATP World Tour Finals, Londra          | Cemento (i) | Marc López          | Mahesh Bhupathi Rohan Bopanna             | 7–5, 3–6, [10–3]      |
| 10. | 16 febbraio 2014  | Argentina Open, Buenos Aires (2)       | Terra rossa | Marc López          | Pablo Cuevas Horacio Zeballos             | 7–5, 6–4              |
| 11. | 17 luglio 2016    | Swedish Open, Båstad                   | Terra rossa | David Marrero       | Marcus Daniell Marcelo Demoliner          | 6–2, 6–3              |
| 12. | 9 ottobre 2016    | Japan Open Tennis Championships, Tokyo | Cemento     | Marcin Matkowski    | Raven Klaasen Rajeev Ram                  | 6–2, 7–6(4)           |
| 13. | 30 ottobre 2016   | Swiss Indoors Basel, Basilea           | Cemento (i) | Jack Sock           | Robert Lindstedt Michael Venus            | 6–3, 6–4              |
| 14. | 19 febbraio 2017  | Rotterdam Open, Rotterdam              | Cemento (i) | Ivan Dodig          | Wesley Koolhof Matwé Middelkoop           | 7–6(5), 6–3           |
| 15. | 29 ottobre 2017   | Swiss Indoors, Basilea (2)             | Cemento (i) | Ivan Dodig          | Fabrice Martin Édouard Roger-Vasselin     | 7–5, 7–6(6)           |
| 16. | 4 novembre 2018   | Paris Masters, Parigi                  | Cemento (i) | Rajeev Ram          | Jean-Julien Rojer Horia Tecău             | 6–4, 6–4              |
| 17. | 21 luglio 2019    | Hall of Fame Open, Newport             | Erba        | Serhij Stachovs'kyj | Marcelo Arévalo Miguel Ángel Reyes Varela | 6(10)–7, 6–4, [13–11] |
| 18. | 11 agosto 2019    | Canadian Open, Montréal                | Cemento     | Horacio Zeballos    | Robin Haase Wesley Koolhof                | 7–5, 7–5              |
| 19. | 16 febbraio 2020  | Argentina Open, Buenos Aires (3)       | Terra rossa | Horacio Zeballos    | Guillermo Durán Juan Ignacio Londero      | 6–4, 5–7, [18–16]     |
| 20. | 23 febbraio 2020  | Rio Open, Rio de Janeiro               | Terra rossa | Horacio Zeballos    | Salvatore Caruso Federico Gaio            | 6–4, 5–7, [10–7]      |
| 21. | 19 settembre 2020 | Internazionali d'Italia, Roma (2)      | Terra rossa | Horacio Zeballos    | Jérémy Chardy Fabrice Martin              | 6–4, 5–7, [10–8]      |
| 22. | 9 maggio 2021     | Madrid Open, Madrid                    | Terra rossa | Horacio Zeballos    | Nikola Mektić Mate Pavić                  | 1–6, 6–3, [10–8]      |
| 23. | 22 agosto 2021    | Cincinnati Open, Cincinnati            | Cemento     | Horacio Zeballos    | Steve Johnson Austin Krajicek             | 7–6(5), 7–6(5)        |
| 24. | 19 giugno 2022    | Halle Open, Halle                      | Erba        | Horacio Zeballos    | Tim Pütz Michael Venus                    | 6–4, 6(5)–7, [14–12]  |
| 25. | 15 ottobre 2023   | Shanghai Masters, Shanghai             | Cemento     | Horacio Zeballos    | Rohan Bopanna Matthew Ebden               | 5–7, 6–2, [10–7]      |
| 26. | 19 maggio 2024    | Internazionali d'Italia, Roma (3)      | Terra rossa | Horacio Zeballos    | Marcelo Arévalo Mate Pavić                | 6–2, 6–2              |
| 27. | 13 agosto 2024    | Canadian Open, Montréal (2)            | Cemento     | Horacio Zeballos    | Rajeev Ram Joe Salisbury                  | 6–2, 7–6(4)           |
| 28. | 6 aprile 2025     | Romanian Open, Bucarest                | Terra rossa | Horacio Zeballos    | Jakob Schnaitter Mark Wallner             | 7–6(7), 6–4           |
| 29. | 3 maggio 2025     | Madrid Open, Madrid                    | Terra rossa | Horacio Zeballos    | Marcelo Arévalo Mate Pavić                | 6–4, 6–4              |
| 30. | 7 giugno 2025     | Open di Francia, Parigi                | Terra rossa | Horacio Zeballos    | Neal Skupski Joe Salisbury                | 6–0, 6(5)–7, 7–5      |

#### Finali perse (29)
| Legenda              |
| Grande Slam (5)      |
| ATP Finals (1)       |
| ATP Masters 1000 (7) |
| ATP Tour 500 (5)     |
| ATP Tour 250 (11)    |

| N.  | Data              | Torneo                                       | Superficie  | Compagno         | Avversario in finale                    | Punteggio             |
| 1.  | 20 aprile 2008    | U.S. Men's Clay Court Championships, Houston | Terra rossa | Pablo Cuevas     | Ernests Gulbis Rainer Schüttler         | 5–7, 6(3)–7           |
| 2.  | 22 febbraio 2009  | Open de Tenis Comunidad Valenciana, Valencia | Cemento (i) | Tommy Robredo    | František Čermák Michal Mertiňák        | 4–6, 3–6              |
| 3.  | 15 novembre 2009  | Paris Masters, Parigi                        | Cemento (i) | Tommy Robredo    | Daniel Nestor Nenad Zimonjić            | 3–6, 4–6              |
| 4.  | 9 maggio 2010     | Estoril Open, Estoril                        | Terra rossa | Pablo Cuevas     | Marc López David Marrero                | 7–6(1), 4–6, [4–10]   |
| 5.  | 26 settembre 2010 | Romanian Open, Bucarest                      | Terra rossa | Santiago Ventura | Juan Ignacio Chela Łukasz Kubot         | 2–6, 7–5, [11–13]     |
| 6.  | 6 febbraio 2011   | Zagreb Indoors, Zagabria                     | Cemento (i) | Marc López       | Dick Norman Horia Tecău                 | 3–6, 4–6              |
| 7.  | 16 luglio 2011    | Stuttgart Open, Stoccarda                    | Terra rossa | Marc López       | Jürgen Melzer Philipp Petzschner        | 3–6, 4–6              |
| 8.  | 3 marzo 2012      | Abierto Mexicano de Tenis, Acapulco          | Terra rossa | Marc López       | David Marrero Fernando Verdasco         | 3–6, 4–6              |
| 9.  | 29 aprile 2012    | Barcelona Open, Barcellona                   | Terra rossa | Marc López       | Marcin Matkowski Mariusz Fyrstenberg    | 6–2, 6(7)–7, [8–10]   |
| 10. | 15 luglio 2012    | Croatia Open Umag, Umago                     | Terra rossa | Marc López       | David Marrero Fernando Verdasco         | 3–6, 6(4)–7           |
| 11. | 12 agosto 2012    | Canadian Open, Toronto                       | Cemento     | Marc López       | Bob Bryan Mike Bryan                    | 1–6, 6–4, [10–12]     |
| 12. | 18 agosto 2013    | Cincinnati Open, Cincinnati                  | Cemento     | Marc López       | Bob Bryan Mike Bryan                    | 4–6, 6–4, [4–10]      |
| 13. | 7 giugno 2014     | Open di Francia, Parigi                      | Terra rossa | Marc López       | Julien Benneteau Édouard Roger-Vasselin | 3–6, 6(1)–7           |
| 14. | 7 settembre 2014  | US Open, New York                            | Cemento     | Marc López       | Bob Bryan Mike Bryan                    | 3–6, 4–6              |
| 15. | 17 maggio 2015    | Internazionali d'Italia, Roma                | Terra rossa | Marc López       | Pablo Cuevas David Marrero              | 4–6, 5–7              |
| 16. | 24 aprile 2016    | Barcelona Open, Barcellona (2)               | Terra rossa | Pablo Cuevas     | Bob Bryan Mike Bryan                    | 5–7, 5–7              |
| 17. | 15 aprile 2017    | Grand Prix Hassan II, Marrakech              | Terra rossa | Marc López       | Dominic Inglot Mate Pavić               | 4–6, 6–2, [9–11]      |
| 18. | 21 maggio 2017    | Internazionali d'Italia, Roma (2)            | Terra rossa | Ivan Dodig       | Pierre-Hugues Herbert Nicolas Mahut     | 6–4, 4–6, [3–10]      |
| 19. | 5 novembre 2017   | Paris Masters, Parigi (2)                    | Cemento (i) | Ivan Dodig       | Łukasz Kubot Marcelo Melo               | 6(3)–7, 6–3, [6–10]   |
| 20. | 6 settembre 2019  | US Open, New York (2)                        | Cemento     | Horacio Zeballos | Juan Sebastián Cabal Robert Farah       | 4–6, 5–7              |
| 21. | 13 settembre 2020 | Austrian Open, Kitzbühel                     | Terra rossa | Horacio Zeballos | Austin Krajicek Franko Škugor           | 6(5)–7, 5–7           |
| 22. | 20 marzo 2021     | Abierto Mexicano de Tenis, Acapulco (2)      | Cemento     | Horacio Zeballos | Ken Skupski Neal Skupski                | 6(3)–7, 4–6           |
| 23. | 10 luglio 2021    | Torneo di Wimbledon, Londra                  | Erba        | Horacio Zeballos | Nikola Mektić Mate Pavić                | 4–6, 6(5)–7, 6–2, 5–7 |
| 24. | 27 maggio 2023    | Geneva Open, Ginevra                         | Terra rossa | Horacio Zeballos | Jamie Murray Michael Venus              | 6(6)–7, 6(3)–7        |
| 25. | 16 luglio 2023    | Torneo di Wimbledon, Londra (2)              | Erba        | Horacio Zeballos | Wesley Koolhof Neal Skupski             | 4–6, 4–6              |
| 26. | 19 novembre 2023  | ATP Finals, Torino (2)                       | Cemento (i) | Horacio Zeballos | Rajeev Ram Joe Salisbury                | 4–6, 3–6              |
| 27. | 12 gennaio 2024   | Auckland Open, Auckland                      | Cemento     | Horacio Zeballos | Wesley Koolhof Nikola Mektić            | 3-6, 7–65, [10-7]     |
| 28. | 18 febbraio 2024  | Argentina Open, Buenos Aires                 | Terra rossa | Horacio Zeballos | Simone Bolelli Andrea Vavassori         | 2–6, 66–7             |
| 29. | 17 marzo 2024     | Indian Wells Open, Indian Wells              | Cemento     | Horacio Zeballos | Wesley Koolhof Nikola Mektić            | 6(2)–7, 6(4)–7        |

## Risultati in progressione
| Sigla | Risultato               |
| ----- | ----------------------- |
| V     | Vincitore               |
| F     | Finalista               |
| SF    | Semifinalista           |
| O     | Oro olimpico            |
| A     | Argento olimpico        |
| SF    | Bronzo olimpico         |
| QF    | Quarti di Finale        |
| 4T    | Quarto turno            |
| 3T    | Terzo turno             |
| 2T    | Secondo turno           |
| 1T    | Primo turno             |
| RR    | Round Robin             |
| LQ    | Turno di qualificazione |
| A     | Assente                 |
| ND    | Non disputato           |

| Legenda superfici    |
| -------------------- |
| Cemento              |
| Terra battuta        |
| Erba                 |
| Superficie variabile |

### Singolare
| Tornei Grande Slam         |               |               |     |               |               |               |     |               |               |               |     |               |               |               |       |
| Australian Open, Melbourne | A             | A             | 1T  | 2T            | 2T            | 1T            | 2T  | 2T            | 1T            | 2T            | 2T  | 1T            | A             | 1T            | 6–11  |
| Roland Garros, Parigi      | A             | Q2            | 2T  | 1T            | 2T            | 2T            | 4T  | 1T            | 4T            | 2T            | 4T  | 1T            | Q1            | A             | 12–10 |
| Wimbledon, Londra          | 1T            | Q2            | 1T  | 2T            | 2T            | 1T            | 1T  | 1T            | 2T            | 2T            | 2T  | 1T            | Q2            | 2T            | 6–12  |
| US Open, New York          | A             | Q1            | 1T  | 2T            | 2T            | 3T            | 2T  | 4T            | 3T            | 2T            | 2T  | A             | 1T            | 1T            | 12–11 |
| Vittorie–Sconfitte         | 0–1           | 0–0           | 1–4 | 3–4           | 4–4           | 3–4           | 5–4 | 4–4           | 6–4           | 4–4           | 5–4 | 0–3           | 0–1           | 1–3           | 36–44 |
| Giochi Olimpici            |               |               |     |               |               |               |     |               |               |               |     |               |               |               |       |
| Giochi Olimpici            | Non disputati | Non disputati | A   | Non disputati | Non disputati | Non disputati | A   | Non disputati | Non disputati | Non disputati | A   | Non disputati | Non disputati | Non disputati | 0–0   |
| Vittorie–Sconfitte         | Non disputati | Non disputati | 0–0 | Non disputati | Non disputati | Non disputati | 0–0 | Non disputati | Non disputati | Non disputati | 0–0 | Non disputati | Non disputati | Non disputati | 0–0   |

### Doppio
| Tornei Grande Slam  |     |     |               |               |               |     |               |               |               |     |               |               |               |               |     |               |               |      |     |        |
| Australian Open     | A   | 2T  | 1T            | 2T            | 3T            | 1T  | SF            | 2T            | 1T            | SF  | QF            | 2T            | 1T            | 3T            | 1T  | SF            | SF            | 3T   | A   | 29–17  |
| Roland Garros       | 2T  | 2T  | 2T            | 1T            | 2T            | 1T  | QF            | F             | 1T            | QF  | QF            | 2T            | 1T            | 3T            | 2T  | SF            | SF            | SF   | V   | 36–16  |
| Wimbledon           | 1T  | QF  | 1T            | QF            | 3T            | 1T  | 1T            | 3T            | 2T            | 3T  | 3T            | 2T            | 1T            | ND            | F   | A             | F             | SF   |     | 26–15  |
| US Open             | 2T  | 1T  | 2T            | SF            | 3T            | SF  | 3T            | F             | 3T            | 1T  | 3T            | 3T            | F             | 1T            | QF  | 1T            | 3T            | QF   |     | 38–16  |
| Vittorie–Sconfitte  | 2–3 | 5–4 | 2–3           | 8–4           | 7–2           | 4–4 | 9–4           | 13–4          | 3–4           | 9–4 | 10–4          | 5–4           | 5–4           | 4–3           | 9–4 | 8–3           | 15–4          | 12–4 | 6–0 | 136–66 |
| Torneo di Fine Anno |     |     |               |               |               |     |               |               |               |     |               |               |               |               |     |               |               |      |     |        |
| ATP Finals          | A   | A   | A             | A             | A             | V   | RR            | RR            | A             | A   | RR            | A             | A             | SF            | SF  | RR            | F             | RR   |     | 14–18  |
| Vittorie–Sconfitte  | 0–0 | 0–0 | 0–0           | 0–0           | 0–0           | 4–1 | 1–2           | 1–2           | 0–0           | 0–0 | 0–2           | 0–0           | 0–0           | 2–2           | 2–2 | 0–3           | 4–1           | 0–3  |     | 14–18  |
| Giochi Olimpici     |     |     |               |               |               |     |               |               |               |     |               |               |               |               |     |               |               |      |     |        |
| Giochi Olimpici     | ND  | A   | Non disputati | Non disputati | Non disputati | 1T  | Non disputati | Non disputati | Non disputati | A   | Non disputati | Non disputati | Non disputati | Non disputati | A   | Non disputati | Non disputati | 2T   | ND  | 1-2    |
| Vittorie–Sconfitte  | ND  | 0–0 | Non disputati | Non disputati | Non disputati | 0–1 | Non disputati | Non disputati | Non disputati | 0–0 | Non disputati | Non disputati | Non disputati | Non disputati | A   | Non disputati | Non disputati | 1-1  | ND  | 1-2    |

### Doppio misto
| Tornei Grande Slam |     |               |               |               |     |               |               |               |               |     |
| Australian Open    | A   | A             | A             | A             | A   | A             | 2T            | A             | A             | 1–1 |
| Roland Garros      | A   | A             | A             | A             | A   | A             | 1T            | A             | ND            | 0–1 |
| Wimbledon          | A   | A             | A             | A             | A   | A             | A             | A             | ND            | 0–0 |
| US Open            | A   | A             | A             | A             | A   | A             | A             | A             | ND            | 0–0 |
| Vittorie–Sconfitte | 0–0 | 0–0           | 0–0           | 0–0           | 0–0 | 0–0           | 1–2           | 0–0           | 0–0           | 1–2 |
| Giochi Olimpici    |     |               |               |               |     |               |               |               |               |     |
| Giochi Olimpici    | A   | Non disputati | Non disputati | Non disputati | A   | Non disputati | Non disputati | Non disputati | Non disputati | 0–0 |
| Vittorie–Sconfitte | 0–0 | Non disputati | Non disputati | Non disputati | 0–0 | Non disputati | Non disputati | Non disputati | Non disputati | 0–0 |